# Атомен часовник
Атомен часовник е вид часовник, който измерва времето, използвайки явления от атомната физика и по-точно резонансните честоти на поглъщане на електромагнитно излъчване от атомите. Електроните в атома могат да преминават от едно състояние (с по-ниска енергия) в друго (с по-висока) при електромагнитно облъчване, но преходите стават само при строго определена честота на излъчването. Основният принцип на атомния часовник е да се използва генератор на електромагнитно излъчване в микровълновата или оптичната спектрална област, като се търси честота, при която се наблюдават преходи между двете състояния на атома. По същество, атомният часовник е еталон за честота.
В реалните атомни системи преходи между две състояния може да се наблюдават в тясна спектрална област около централната резонансна честота. Тази област определя така наречената спектрална ширина на прехода. При атомните часовници се търсят преходи с възможно най-малка ширина. Друго важно изискване към атомните часовници (както и към всеки един часовник) е да е възможно най-нечувствителен към външни влияния (температура, налягане, надморска височина, магнитни и електрични полета и т.н.).
В официалната международна дефиниция на секунда според SI (Международна система единици) за еталон е избран цезиевият атом 133Cs и по-точно преходът между свръхфините компоненти на неговото основно състояние 62S F=3 – F=4. Честотата на този преход е 9192631770 Hz и затова секундата се дефинира като: „продължителността на 9192631770 осцилации на електромагнитното поле, възбуждащо преход между свръхфините компоненти на основното състояние на 133Cs“.

## Точност
При другите методи за измерване на време влияние оказват промените в околоосното въртене на Земята, които са известни на учените от векове. През отделните сезони Земята се върти различно и промяната е около една хилядна от секундата. Това прави отклонение от около пет секунди за едно десетилетие. Промените в околоосното въртене не се подчиняват на никакви закони и трудно могат да бъдат предсказани и предвидени. Неравномерността във въртенето на Земята води до отклонение на хода на астрономическите часовници и периодически се налагат поправки във времето, измервано чрез тях.
За разлика от тях атомният часовник не зависи от въртенето на Земята. Относителната точност при цезиевите часовници е от порядъка на 10-14, което води до отклонение от 10-9 секунди на ден или 1 секунда на всеки 3 000 000 години. При съвременните цезиеви часовници относителната грешка достига до 5.10-15.
Още по-прецизни са така наречените оптични атомни часовници, при които се използват преходи в оптичния и близкия ултравиолетов спектрален диапазон.

## История
През 1484 г. в Нюрнберг за първи път е използван механизъм със зъбни колела за измерване на времето при астрономически наблюдения. Двеста години по-късно Кристиан Хюйгенс прилага махалото за измерване на време. Оттогава, и зъбните колела, и махалото се използват в механизмите на часовниците. Тяхната точност обаче е неголяма – за ръчен часовник и приемливо отклонение по-малко от минута в денонощие. За хронометрите допустимото отклонение е няколко секунди. При специални условия (постоянна температура и неизменно атмосферно налягане) часовникът с махало постига предела на своите възможности – закъснение от няколко хилядни от секундата в денонощие. През двадесети век е създаден кварцовият часовник, който избързва или закъснява с една секунда за 100 години. Фино обработената кварцова пластинка има особено качество. Ако бъде приложена външна сила, в нея се пораждат електрически колебания, които имат честота далеч по-постоянна от тази на махалото. Кварцовият часовник има такава пластинка. Тя е „сърцето" на един генератор за променлив ток, който захранва синхронно моторче и именно това моторче командва стрелките на часовника. И все пак с течение на времето точността му спада – кварцът „остарява". При това той е особено чувствителен към промени в температурата и пластинката трябва да се постави в двоен термостат, който поддържа температурата постоянна с точност до стотни или хилядни от градуса.
Учените си поставят въпроса: Има ли в природата неизменна мярка за време? Отговорът е намерен в свойствата на електроните. Те притежават строго определени (разрешени) енергии и могат да преминават от състояние с една енергия (наричано енергийно ниво) в състояние с друга, също разрешена енергия. Например, при преход на по-долен енергетичен „етаж" разликата между двете енергии се излъчва под формата на електромагнитни трептения със строго определена честота.
Ако се разгледат атоми например на цезий и електроните им бъдат принудени да извършат такъв предварително определен скок, то ще се получи излъчване с точно определена честота, която вече е една много съвършена мярка за време. Още повече, че с помощта на специални делители на честота е възможно да се формират трептения с период от точно една секунда. Може да се постъпи и обратно: да се заставят електроните да прескочат на по-горен етаж, т.е. в състояние с по-голяма енергия. За целта на атома трябва се предаде отвън енергия, равна на разликата между двете му състояния. Подобно устройство ще реагира само на такова излъчване, което има строго определена честота. То също може да бъде еталон за време.
Дори след като теорията става ясна, изминава доста време, за да се намери подходяща конструкция. Оказва се, че е много трудно да бъде създаден атомен еталон за време с непрекъснато действие. Ето защо той се използва само за периодичен контрол на точността на кварцов часовник, като последният е снабден със специално радиотехническо устройство, което има задача да сравнява трептенията на кварцовия генератор с електромагнитните трептения, излъчвани или поглъщани от атомите на дадено вещество. При най-малкото отклонение от атомното „точно време" това устройство автоматично коригира хода на часовника. Разбира се, атомите на различните елементи са различно добри „контрольори" и предпочитани за целта са атомите на ксенона.
Така атомите, играещи главна роля в различни физични процеси, започват да изпълняват и ролята на точен еталон за време. В тяхна чест кварцовите часовници с атомни коректори получават името атомни часовници. Точността им е огромна. За много хиляди години те ще се отклонят само с части от секундата. Но дори и тези малки отклонения се дължат по-скоро на несъвършенството и конструкцията, отколкото на промяна в атомната секунда.
Идеята за атомен часовник получава развитие през 40-те години на XX век и през 1949 година е демонстриран първият прототип, използващ амоняк. Той е последван от първия практичен точен атомен часовник с цезиеви атоми, конструиран през 1955 година във Великобритания от Луи Есен в сътрудничество с Джак Пери.